# Acuerdo tripartito de 1936
El Acuerdo tripartito fue un acuerdo internacional sobre política monetaria firmado por Estados Unidos, Francia y Reino Unido en septiembre de 1936 para estabilizar las monedas de sus naciones, tanto internamente como en los mercados monetarios internacionales.

## Historia
Tras la suspensión del patrón oro por Reino Unido en 1931 y por los Estados Unidos en 1936, se produjo una fuerte devaluación entre sus monedas y las que permanecían en el patrón oro, particularmente con Francia. La devaluación del dólar estadounidense y la libra esterlina elevó el precio de las importaciones y redujo el valor de las exportaciones tanto en Estados Unidos como en Reino Unido.
En los Estados Unidos y Reino Unido los economistas se dividieron entre aquellos que preferían estabilizar la divisa y aquellos que pregonaban que debería terminarse el patrón oro, y poder manejar la divisa para establecer políticas monetarias.

## Acuerdo
El Acuerdo Tripartito fue informal y provisional. Las naciones firmantes acordaron terminar con la devaluación competitiva para mantener el valor de las divisas en los niveles existentes, mientras que se trataba de no interferir en el crecimiento de las economías. Francia devaluó su moneda como parte del acuerdo. Las demás naciones que permanecían en el patrón oro, Bélgica, Suiza, y los Países Bajos, también aceptaron éste acuerdo.
Las naciones firmantes acordaron vender oro a los otros participantes del tratado en su divisa nacional a un precio acordado en el futuro. El acuerdo estabilizó los tipos de cambio , terminando la Guerra de divisas de 1931-1936,
pero fallaron al tratar de reactivar el comercio internacional.